# Охридска епархија
Охридска епархија је некадашња епархија Српске православне цркве која је постојала између 1920. и 1931. године. Формирана је преуређењем и преименовањем српског дела дотадашње Преспанско-охридске епархије, која је претходно припадала Цариградској патријаршији (од 1767. до 1920. године). Током старије историје, постојала је древна Охридска епархија која је вековима била првопрестолна епархија Охридске архиепископије (од 1019. до 1767. године).

## Историја
Након укидања Охридске архипеископије (1767) и прикључења њених епархија Цариградској патријаршији, донета је одлука да се у граду Охриду не остави чак ни обична епископска катедра. Стога је овај град потчињен новоствореној Преспанско-охридској епархији. Преспу и Охрид ослободила је 1912. године српска војска и ове области су по слову мировног уговора из 1913. године званично прикључене Краљевини Србији. Тиме је постављена основа за покретање поступка за прикључење ове епархије Београдској митрополији. Преговоре са Цариградском патријаршијом, који су вођени у пролеће 1914. године, омео је Први светски рат. Након рата, преговори су обновљени и успешно закључени током 1920. године, када је Цариградска патријаршија пренела надлежност над Преспанско-охридском епархијом на управо уједињену Српску православну цркву. Српска црква је одмах донела одлуку о обнови архијерејске катедре у Охриду чиме је створена српска Охридска епархија, за чијег је првог епископа изабран Николај Велимировић (1920).
Владика Николај (Велимировић) је из Епархије жичке крајем 1920. премјештен у обновљену Охридску епархију. Управо као епископ охридски он развија своју пуну мисионарску и јеванђелску дјелатност. Иако под тешким условима свакодневно је путовао по епархији, поучавао народ и проповиједао, као некада Свети Сава. Обнављао је ратом порушене цркве и манастире и оснивао сиротишта за незбринуту дјецу. Охрид са својим древним светињама на обалама Охридског језера, сусједна православна Грчка и Света гора, извршили су огроман утицај на Николаја. Он се сав окренуо светим оцима и православној византијској класици и духовности. У овом охридском периоду настају његова сјајна дјела: „Речи о Свечовеку“, „Молитве на језеру“, „Омилије“ и „Охридски пролог“ — чудесна и јединствена књига у цијелом православном и хришћанском свијету.
После доношења првог Устава Српске православне цркве (1931) створена је Охридско-битољска епархија са сједиштем у Битољу. За епископа нове епархије изабран је владика Николај. Подручје ове епархије било је много веће, а Охрид је постао само једно архијерејско намјесништво.

## Територија
По просторном осегу, Охридска епархија је била невелика. Обухватала је само подручје око градова Охрида, Струге и Дебра. Имала је један протопрезвитерат (охридски) и два намесништва (струшко и дебарско). На подручју ове епархије постојале су 64 парохије и пет манастира. Укупан број православних верника на подручју Охридске епархије износио је око 46 хиљада.